# Бустубаево
Бустубаево (баш. Буҫтыбай) — деревня в Кугарчинском районе Башкортостана, входит в состав Нукаевского сельсовета. 

## Население
| 2002 | 2009 | 2010 |
| ---- | ---- | ---- |
| 110  | ↘108 | ↘83  |

Национальный состав
Согласно переписи 2002 года, преобладающая национальность — башкиры (95 %).

## Географическое положение
Расстояние до:
- районного центра (Мраково): 28 км,
- центра сельсовета (Нукаево): 2 км,
- ближайшей ж/д станции (Мелеуз): 97 км.

## Люди, связанные с селом
- Зианчурин, Гадельша Давлетович (1894—1937) — советский башкирский военный и политический деятель.